# 인천역
인천역(Incheon Station, 仁川驛)은 대한민국 인천광역시 중구 개항동에 있는 경인선과 수인선의 전철역이자 환승역이며, 종착역이다. 수도권 전철 1호선은 이 역부터 남영역까지 지상 구간이고 한국철도공사 구간이다. 수도권 전철 수인·분당선은 이 역부터 인하대역까지 지하 구간이다. 수도권 전철 1호선은 심야에 8편성이 주박한다. 수도권 전철 수인·분당선은 심야에 2편성이 주박한다.

## 역사
- 1899년 9월 18일: 경인선 인천~노량진 간 개통과 함께 영업 개시[2][3]
- 1900년 5월: 구 역사 준공[4]
- 1912년 5월 2일: 하인천역(下仁川驛)으로 역명 변경
- 1948년 6월 1일: 인천역으로 역명 환원[5]
- 1950년 6월 30일: 한국 전쟁으로 인해 역사 소실
- 1960년 9월 17일: 현 역사 준공
- 1974년 8월 15일: 수도권 전철 1호선 개통
- 1976년 1월 1일: 민수용 무연탄 화물취급역 지정[6]
- 2006년 5월 1일: 소화물 취급 중지
- 2009년 12월 1일: 철도승차권 단말기 철거
- 2014년 12월 16일: 수인선 환승 통로 공사 준비를 위한 우회통로 개설을 위해 2번 승강장 사용 중지
- 2015년 1월 30일: 수인선 환승 통로 공사 시작, 1번 승강장 동인천역쪽으로 90미터 이전
- 2015년 4월 1일: 물류 책임사업부제 출범으로 인해 물류본부 수도권물류사업단에 소속, 3급 역으로 격하[7]
- 2016년 2월 27일: 수인선 송도 ~ 인천 구간 재개통과 함께 환승역이 됨.[8] 2번 승강장 사용 재개.
- 2020년 5월 29일: 철도거리표 개정에 따른 기점 및 거리 수정.[9]
- 2020년 12월 31일: 화물 취급 중지[10]

## 역명
역 앞에 인천항이 있어 경인선 개통 당시에 ‘제물포역’이었다고 전해지지만 잘못된 것이다. 2011년 10월부터 몇 년간 부기역명으로 '차이나타운'을 사용하였다.

## 개요
경인선의 부설권이 미국에 있었을 때 이 역은 경인선을 우각동역 부근에서 서남쪽으로 이어 현재의 축항구내 인근에 지어질 예정이었다. 하지만 축항구내 일대의 토지 소유자와 부지 협상이 결렬되면서 현재의 위치에 건설하게 되었다. 심야에 수도권 전철 1호선 8편성, 수도권 전철 수인·분당선 2편성이 주박한다.

## 역 구조
경인선(1호선)의 경우 1면 2선의 섬식 승강장으로 되어 있는 1·2번(연천 방향) 승강장을 이용하며, 3번 승강장은 주로 입·출고 열차 및 임시 열차용으로 사용된다. 승강장과 열차 사이의 간격이 30cm 전후로 매우 넓다. 현재의 역사는 1960년에 준공된 건물로 2015년에 리모델링하여 사용하고 있다. 승강장에 지붕이 추가되었고, 대합실 등을 대리석으로 마감하였으나 역사 건물은 그대로 유지하였다. 출입구에는 2015년까지 인삿말("어서 오십시오.", "안녕히 가십시오.")이 적힌 표지판이 있었으나 리모델링 이후 사라졌다. 수인선 복선 전철화 사업 착공 이전에는 출퇴근시간에만 운영하는 급행용 승강장을 지하에 건설하여 선로를 동인천역에서부터 연결하여 수인선과 이을 계획도 있었으나 현재 계획 중인 인천공항1터미널역과 이 역을 잇는 제2인천국제공항철도 문제로 인해 백지화되었다. 수인·분당선의 경우 왕십리역과는 달리 쌍굴방식 단선 터널로 건설되어 있어 이 역 진입 전에 설치되어 있는 건넘선이 없으므로 왕십리 방향으로 가기 위해서는 반드시 회차선으로 가야 하는 구조를 취하고 있다. 출입구는 3개다.

### 배선도
인천역의 배선도는 다음과 같다. 선로는 이 역의 남쪽에서 끊어져 있다.

### 경인선(1호선) 승강장
곡선 2면 3선식 승강장을 갖춘 지상역이며, 스크린도어 설치 공사 중에 있다.
| ↑ 동인천      |
| ３ \| ２１ \| |
| 시·종착역     |

| 1·2 | 경인선(● 수도권 전철 1호선) | 완행 | 의정부 · 동두천 · 연천 방면 |
| 3   | 경인선(● 수도권 전철 1호선) | 완행 | 당역 시 · 종착 및 주박      |

### 수인선(수인·분당선) 승강장
1면 2선의 곡선 섬식 승강장을 갖춘 지하역이며, 완전밀폐형 스크린도어가 설치되어 있다.
| ↑ 신포    |
| \| 2 1 \| |
| 시·종착역 |

| 2 |           | 수인선(● 수도권 전철 수인·분당선) | 수원 · 왕십리 방면 |
| 1 | 당역 종착 | 수인선(● 수도권 전철 수인·분당선) |                    |

## 역 주변
- 중구청
- 인천중부경찰서
- 대한제분 인천공장
- 인천 차이나타운
- 자유공원 (인천)
- 월미도
- 월미바다열차 - 월미바다역
- 월미산
- 월미전통공원
- 인천해사고등학교
- 제물포고등학교
- 인천송월초등학교

## 전용선

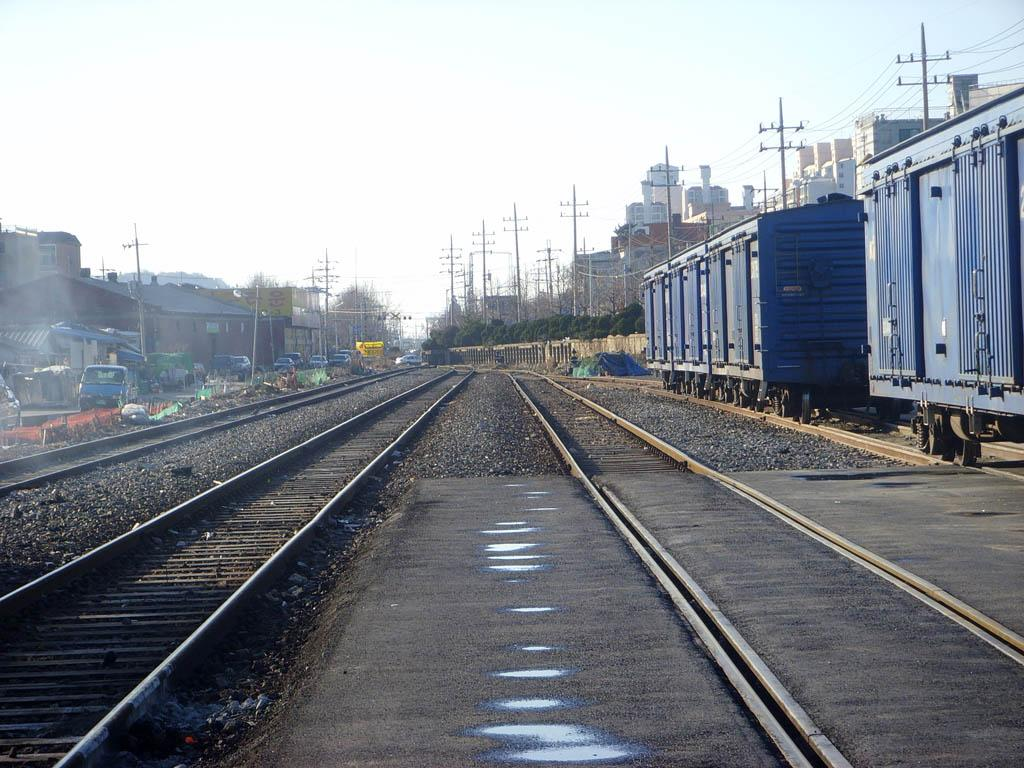
남부구내 (2007년)

이 역의 구내에 포함되는 전용선은 다음과 같다.
- 북해안 본선 : 화수동의 부두로 가는 노선으로 대략 1920년대에 개통된 것으로 추정된다.[15] 1938년 4월 23일(토요일) 인천항역~화수정~송현 간 2.8km의 인천부영철도(仁川府營鐵道)를 조선총독부 철도국에서 임차하여 이 역의 인입선과 화물용 측선으로 사용하기 시작하였다.[16] 2004년 12월 31일(금요일)에 폐지되었다.
  - 호남정유선
  - 수차선, 사료선
  - 흥국선
  - 제2동국선, 제1동국선
  - 인천제철선
- 역 남동쪽으로 가는 선로
  - 축항구내 : 축항조차장으로도 불린다. 축항구내로 이어지는 선로를 축항선이라고도 하는데[17], 축항선은 1923년 인천항 개축 공사가 완공되던 해에 이 역의 화물용 측선으로서 부설되었다.[18] 이 선로는 1937년에서 1947년 사이에 남부구내로 연장되었다.[17]
  - 강원연탄선
  - 제3부두선, 석탄부두선 : 1988년 11월 30일(수요일) 완공된 인천항 석탄부두로 이어지는 철도다.[17] 이 선로로 열차를 운행하려면 남부구내까지 열차를 보낸 후 기관차의 방향을 바꾸어 진입하여야 하였는데 2012년 12월 13일(목요일)에 남부구내를 지나지 않도록 노선이 변경되었다.[19] 옛 석탄부두선은 2015년경에 철거되었다.
  - 남부구내 : 흔히 남부역(南部驛)으로 불렸으며, 수인선의 남인천역과는 다른 곳이었다. 1937년에서 1947년 사이에 개설되었다.[17] 1990년대 중 후반까지 주인선의 종착역이기도 하였다. 2012년 12월 13일 폐지되었다.[19] 남부구내는 폐지 이후 한동안 주차장 및 수인선 복선전철화 공사장 자재 보관용으로 사용되다가 2015년경에 옛 석탄부두선과 함께 인천 용마루지구 공사 관계로 완전 철거되었다.
  - 기회선, 유공선
  - 동양화학선 : 1973년 7월 14일(토요일) 수인선 남인천~송도 구간이 폐지된 이후 같은 해 11월 개설되었다. 1995년 폐지되었고, 2007년 철거되었다.

## 이용객 변동
수인선의 2016년 자료는 개통일인 2016년 2월 27일(토요일)부터 12월 31일(토요일)까지인 309일 기준으로 환산한 것이다.
| 노선   | 노선 | 일평균 인원수 (명/일) | 일평균 인원수 (명/일) | 일평균 인원수 (명/일) | 일평균 인원수 (명/일) | 일평균 인원수 (명/일) | 일평균 인원수 (명/일) | 일평균 인원수 (명/일) | 일평균 인원수 (명/일) | 일평균 인원수 (명/일) | 일평균 인원수 (명/일) | 각주                  | 각주                  | 각주                  | 각주   |
| 노선   | 노선 | 2000년                | 2001년                | 2002년                | 2003년                | 2004년                | 2005년                | 2006년                | 2007년                | 2008년                | 2009년                | 각주                  | 각주                  | 각주                  | 각주   |
| ------ | ---- | --------------------- | --------------------- | --------------------- | --------------------- | --------------------- | --------------------- | --------------------- | --------------------- | --------------------- | --------------------- | --------------------- | --------------------- | --------------------- | ------ |
| 1호선  | 승차 | 6,761                 | 6,300                 | 6,158                 | 6,086                 | 4,790                 | 4,677                 | 4,237                 | 4,250                 | 4,038                 | 3,835                 | [ 20 ]                | [ 20 ]                | [ 20 ]                | [ 20 ] |
| 1호선  | 하차 | 4,996                 | 5,095                 | 5,443                 | 7,103                 | 4,390                 | 4,458                 | 4,369                 | 4,263                 | 4,077                 | 3,856                 | [ 20 ]                | [ 20 ]                | [ 20 ]                | [ 20 ] |
| 노선   | 노선 | 일평균 인원수 (명/일) | 일평균 인원수 (명/일) | 일평균 인원수 (명/일) | 일평균 인원수 (명/일) | 일평균 인원수 (명/일) | 일평균 인원수 (명/일) | 일평균 인원수 (명/일) | 일평균 인원수 (명/일) | 일평균 인원수 (명/일) | 일평균 인원수 (명/일) | 일평균 인원수 (명/일) | 일평균 인원수 (명/일) | 일평균 인원수 (명/일) | 각주   |
| 노선   | 노선 | 2010년                | 2011년                | 2012년                | 2013년                | 2014년                | 2015년                | 2016년                | 2017년                | 2018년                | 2019년                | 2020년                | 2021년                | 2022년                | 각주   |
| 1호선  | 승차 | 3,852                 | 3,965                 | 3,874                 | 3,832                 | 4,269                 | 4,079                 | 4,244                 | 4,208                 | 3,852                 | 4,012                 | 2,374                 | 2,747                 |                       | [ 20 ] |
| 1호선  | 하차 | 3,795                 | 3,875                 | 3,768                 | 3,744                 | 4,301                 | 4,200                 | 4,308                 | 4,208                 | 3,807                 | 4,000                 | 2,306                 | 2,654                 |                       | [ 20 ] |
| 수인선 | 승차 | 미개통                | 미개통                | 미개통                | 미개통                | 미개통                | 미개통                | 미개통                | 1,972                 | 1,838                 | 1,788                 | 1,312                 | 1,598                 | 1,795                 | [ 20 ] |
| 수인선 | 하차 | 미개통                | 미개통                | 미개통                | 미개통                | 미개통                | 미개통                | 미개통                | 2,002                 | 1,866                 | 1,812                 | 1,313                 | 1,593                 | 1,814                 | [ 20 ] |

## 사진

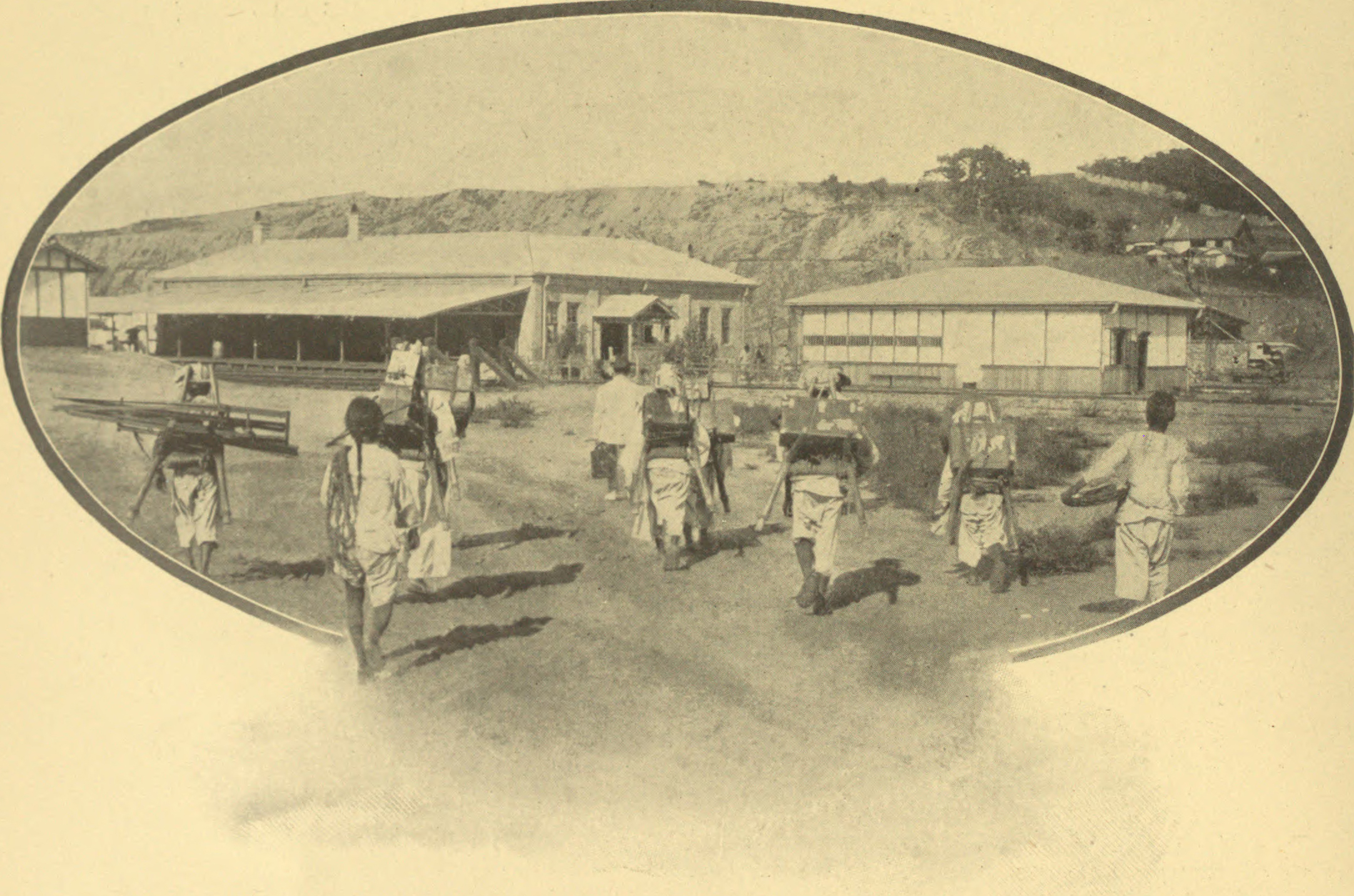
1900년대 초반 역사 사진
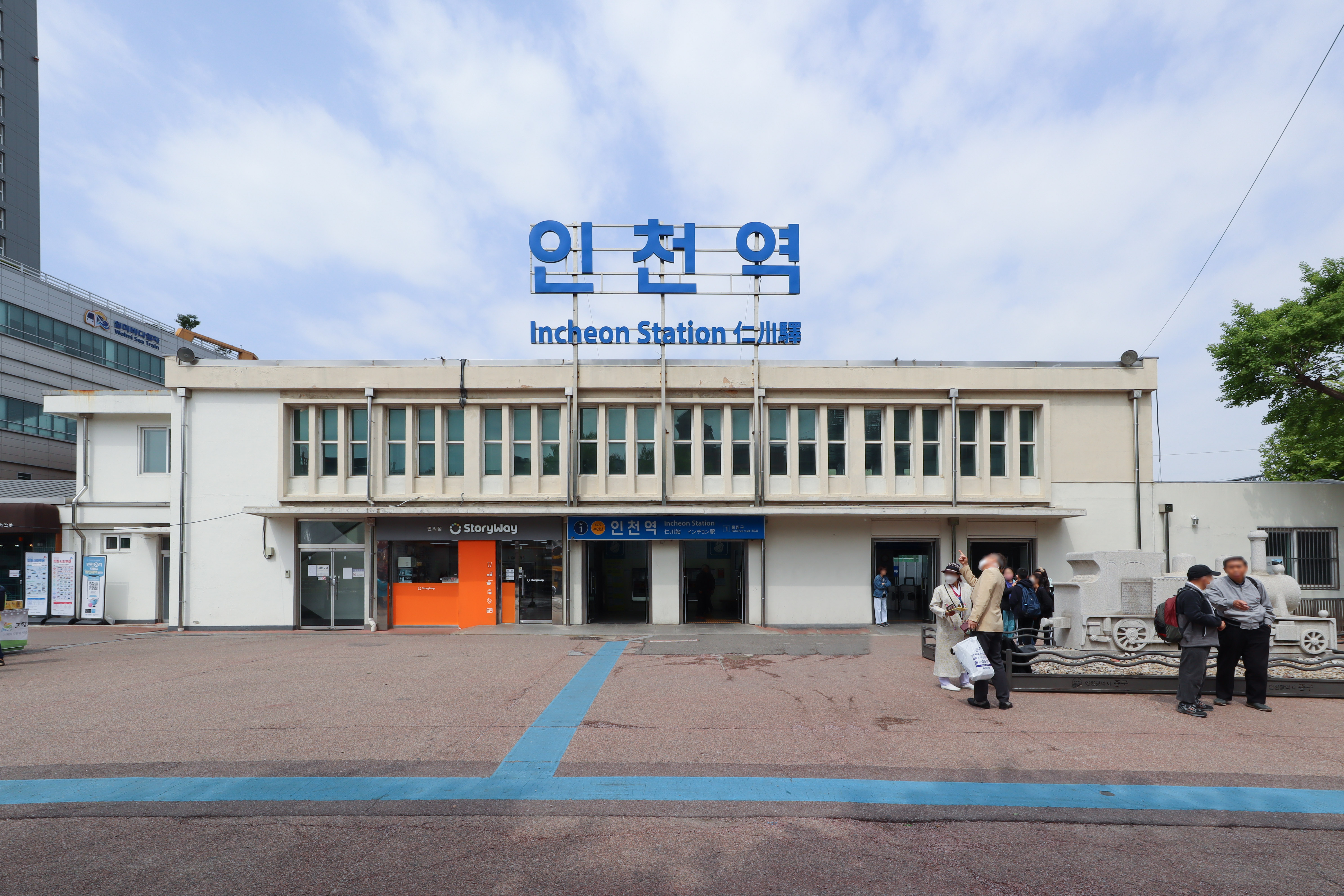
역사 외관
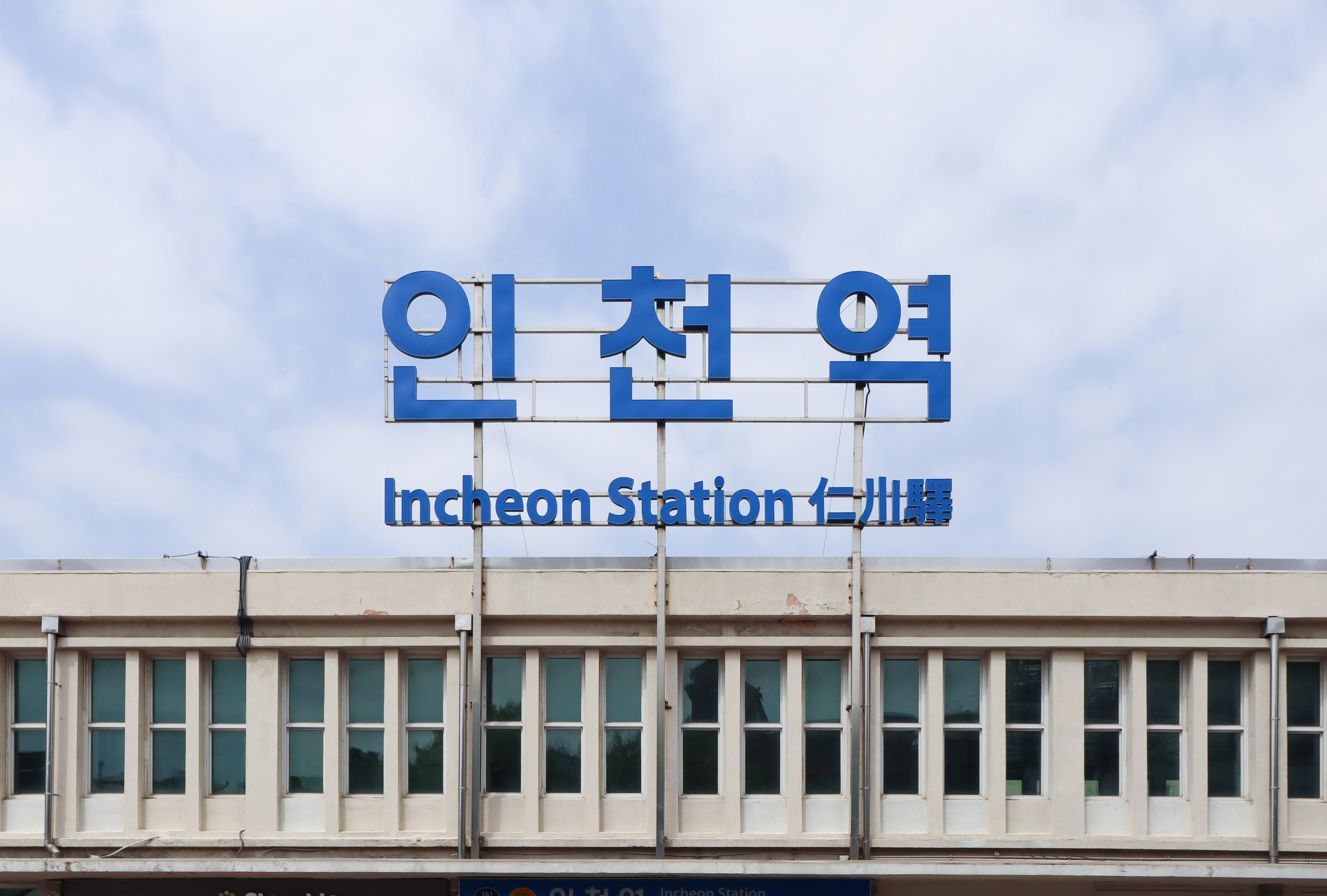
역사 외관
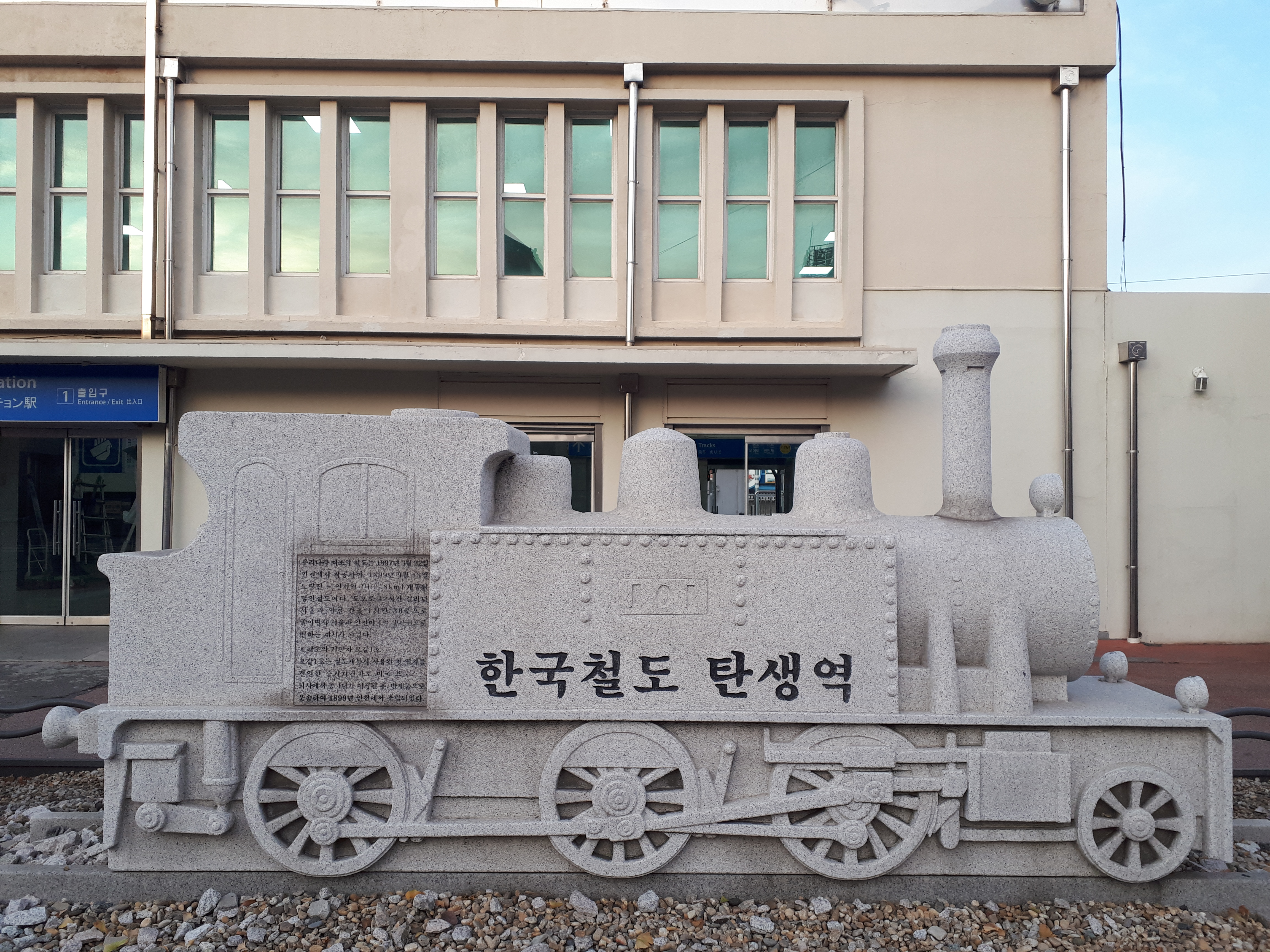
한국철도 탄생역 상징물
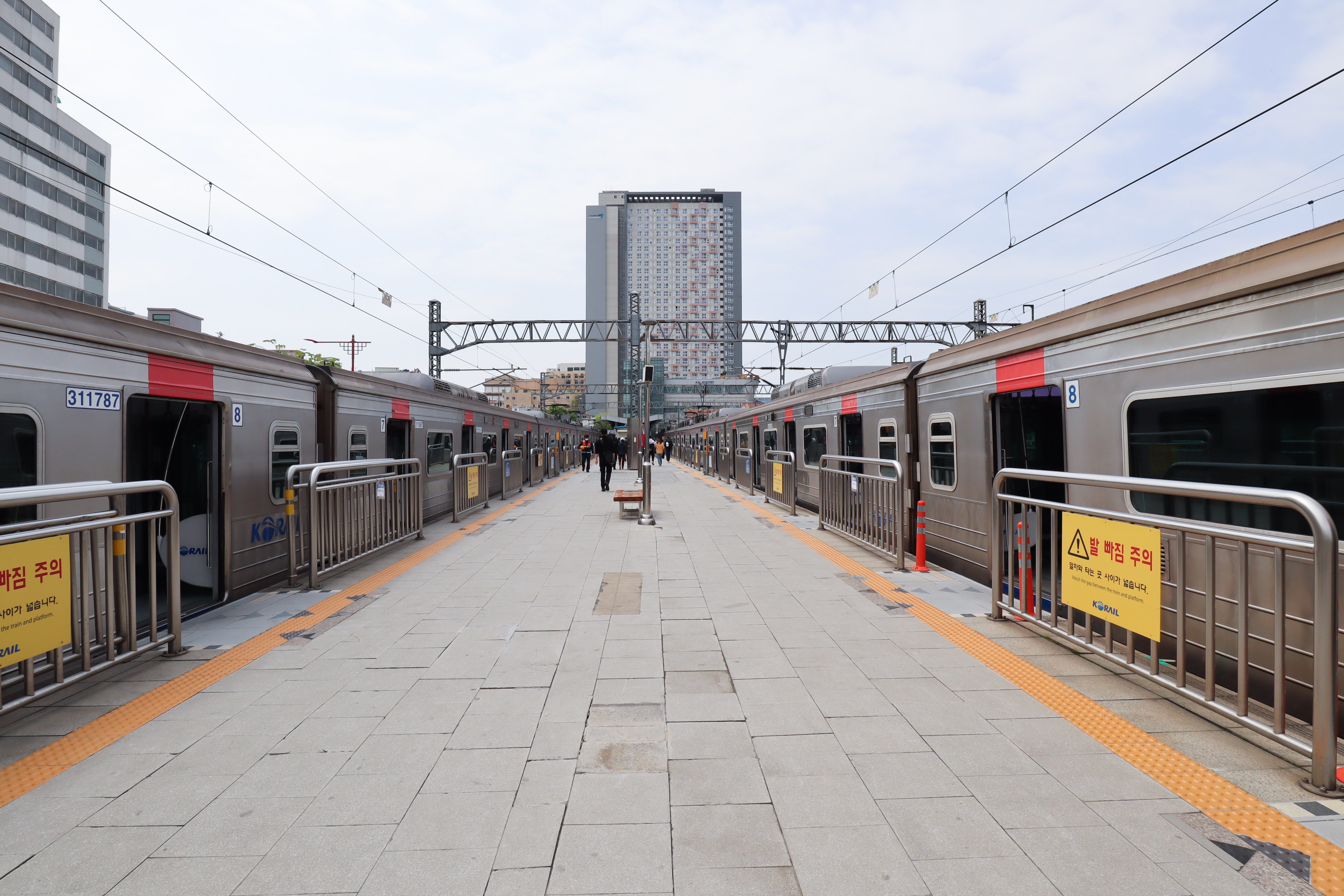
1호선 승강장(스크린도어 설치 전)
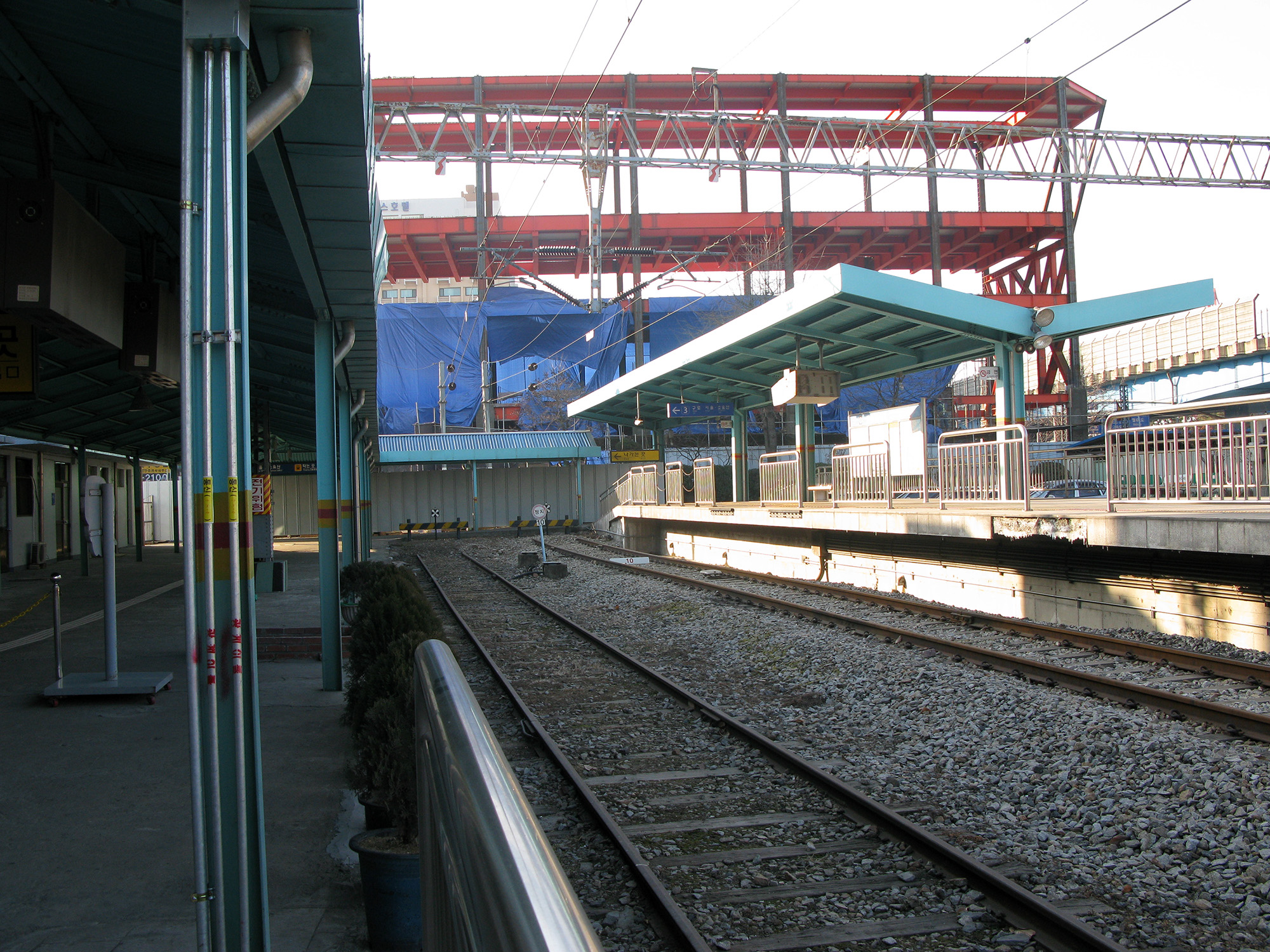
1호선 3번(소요산 방향) 승강장
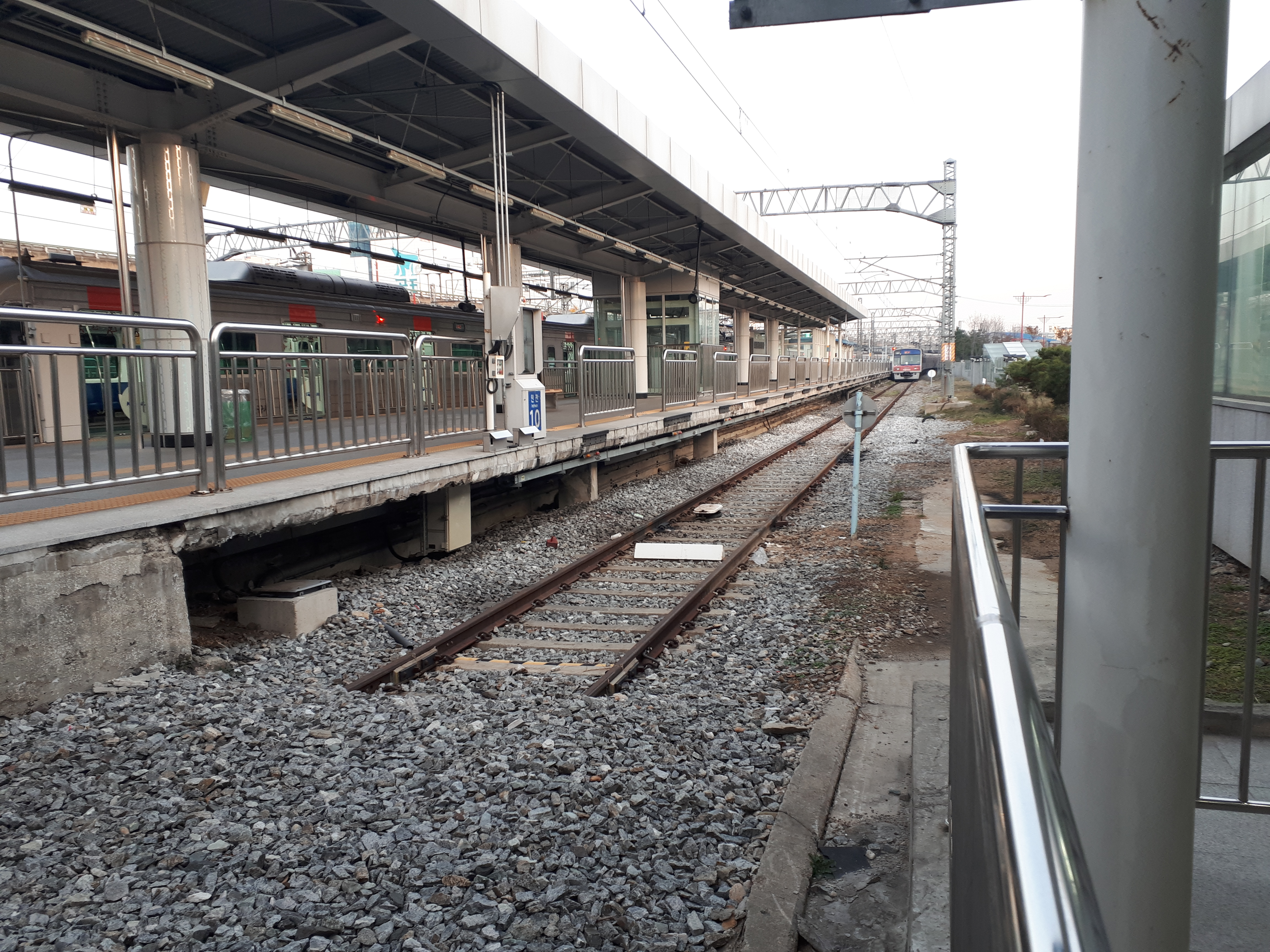
1호선 1번(소요산 방향) 승강장
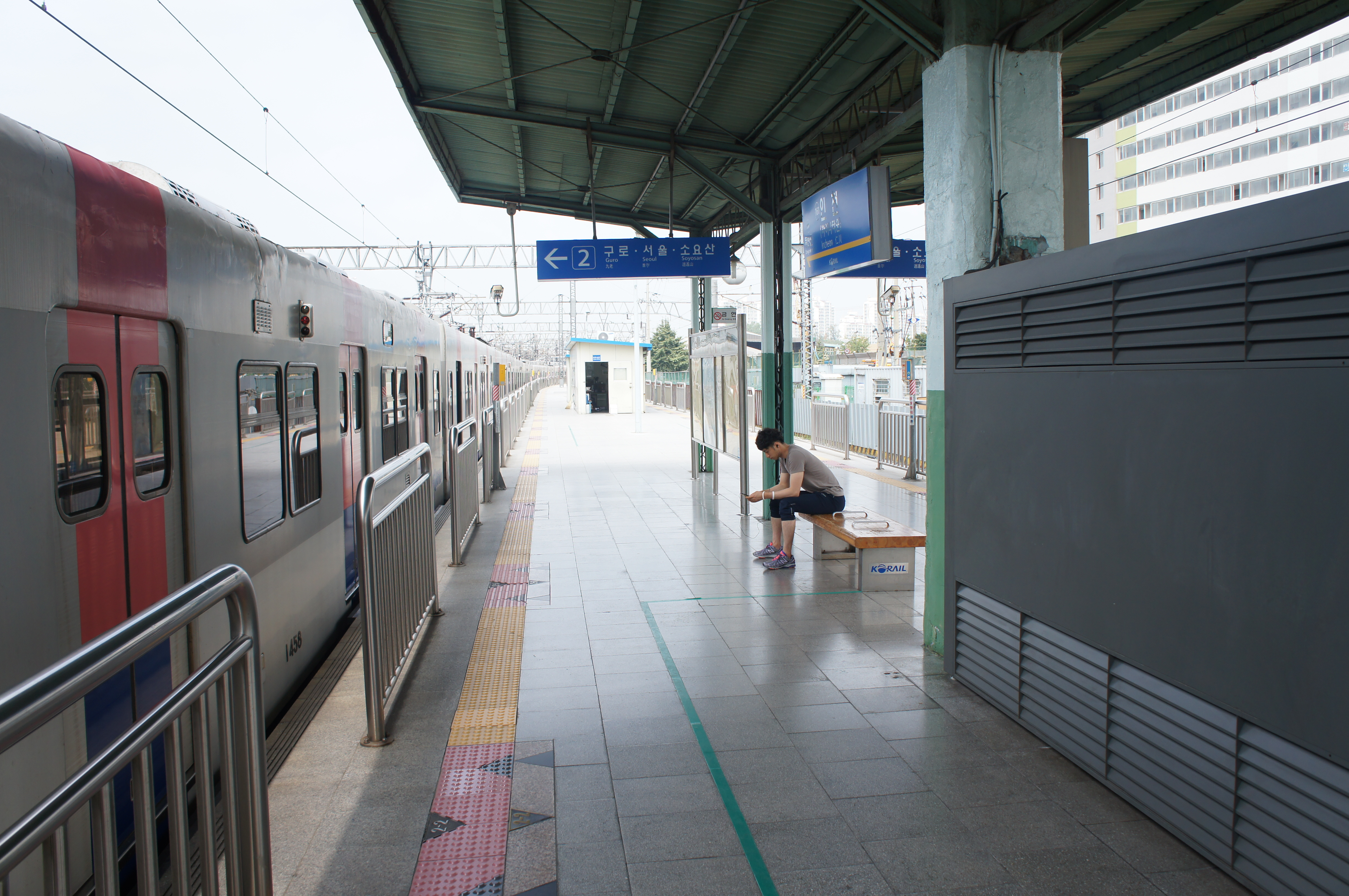
1호선 2번(소요산 방향) 승강장
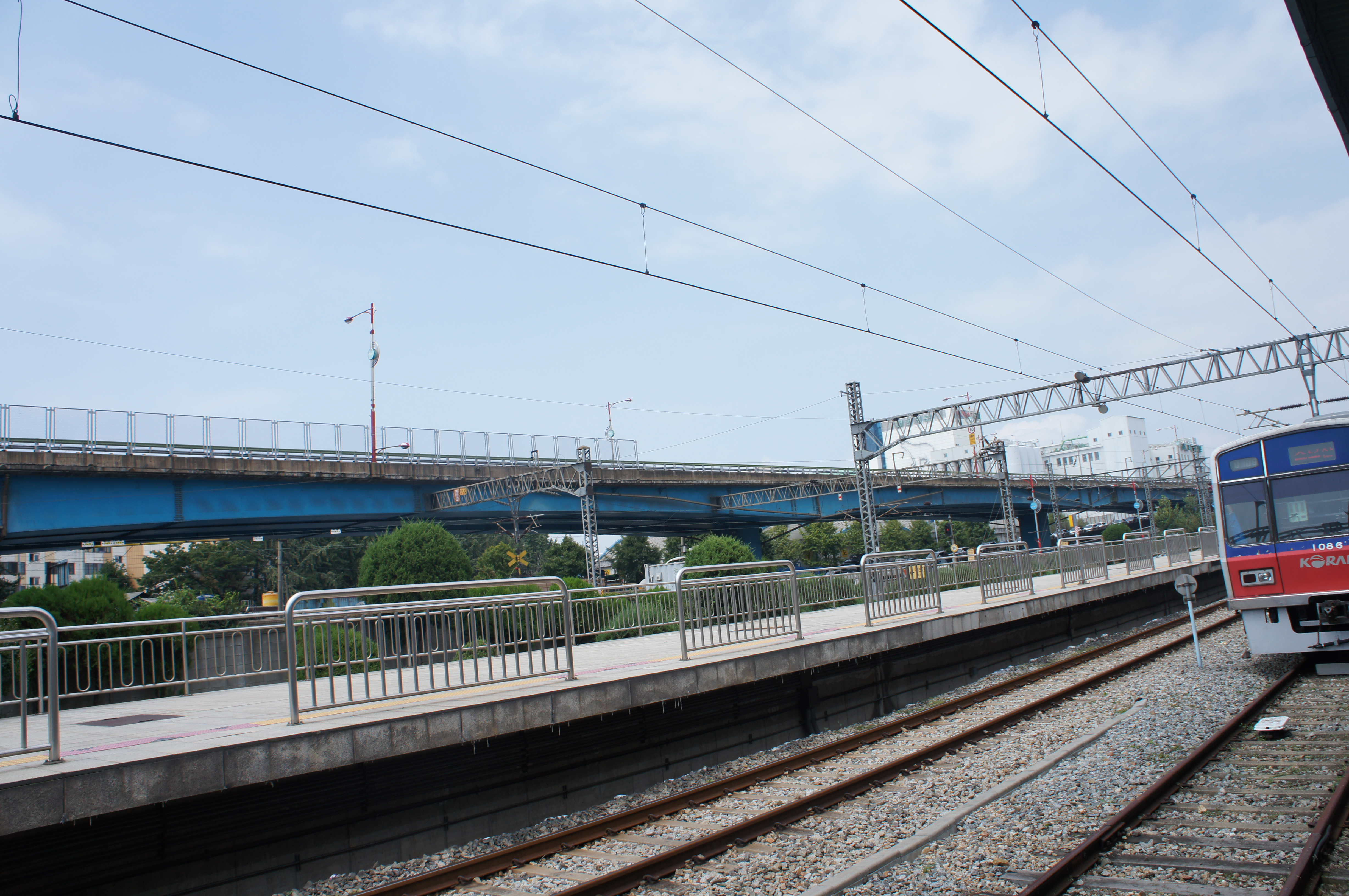
1호선 3번(소요산 방향) 승강장
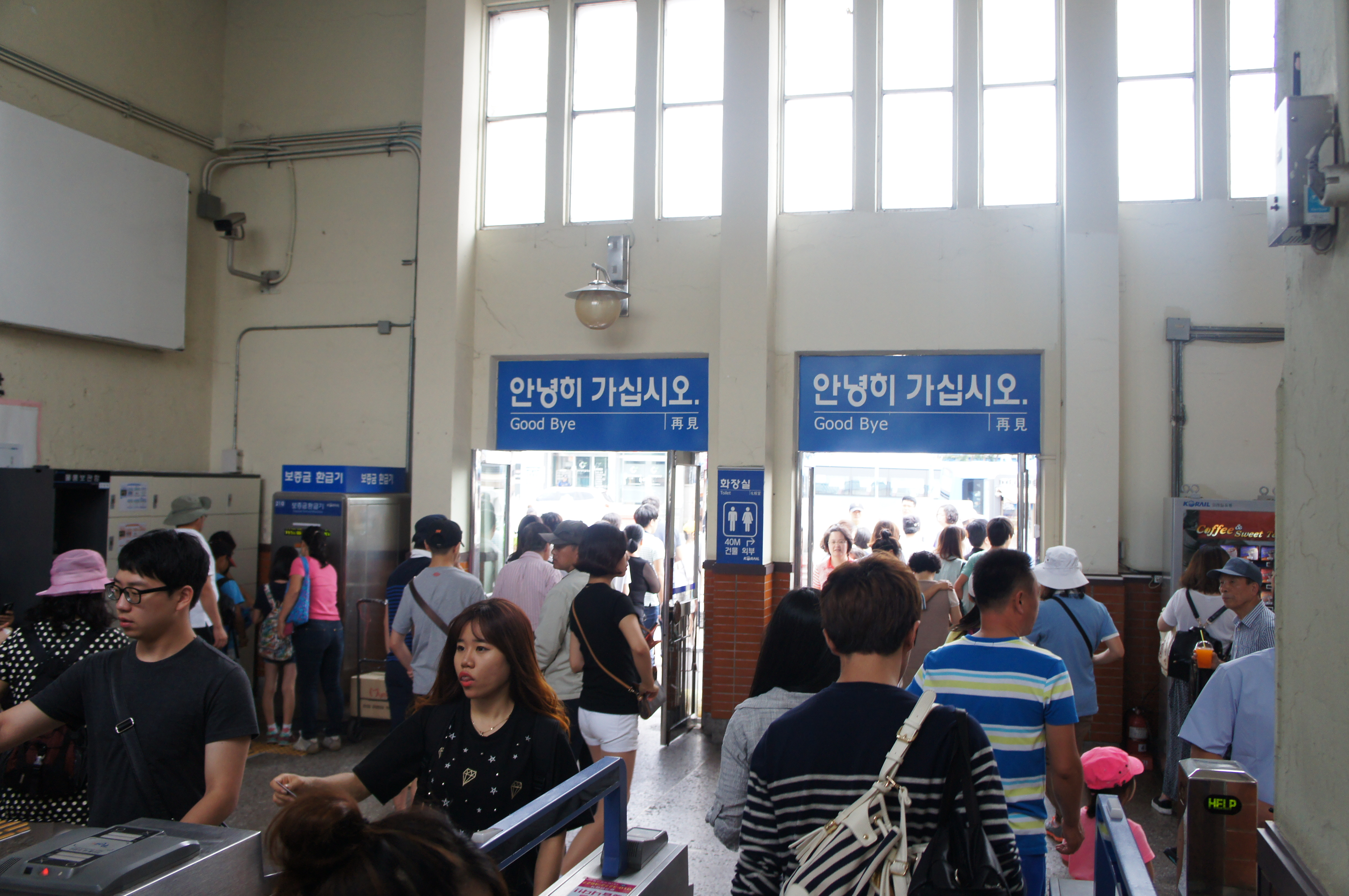
1호선 대합실(리모델링 전)
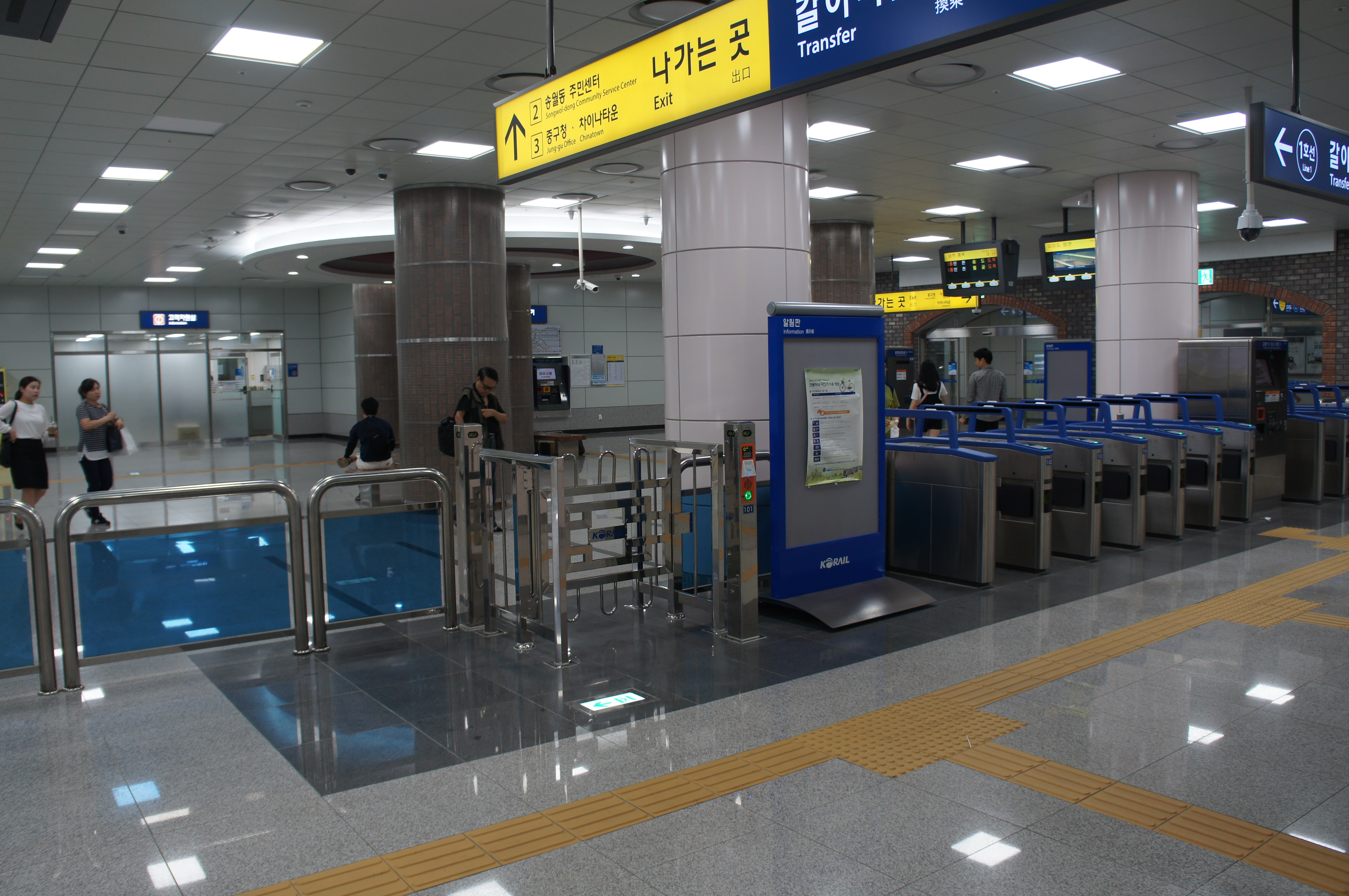
수인·분당선 대합실
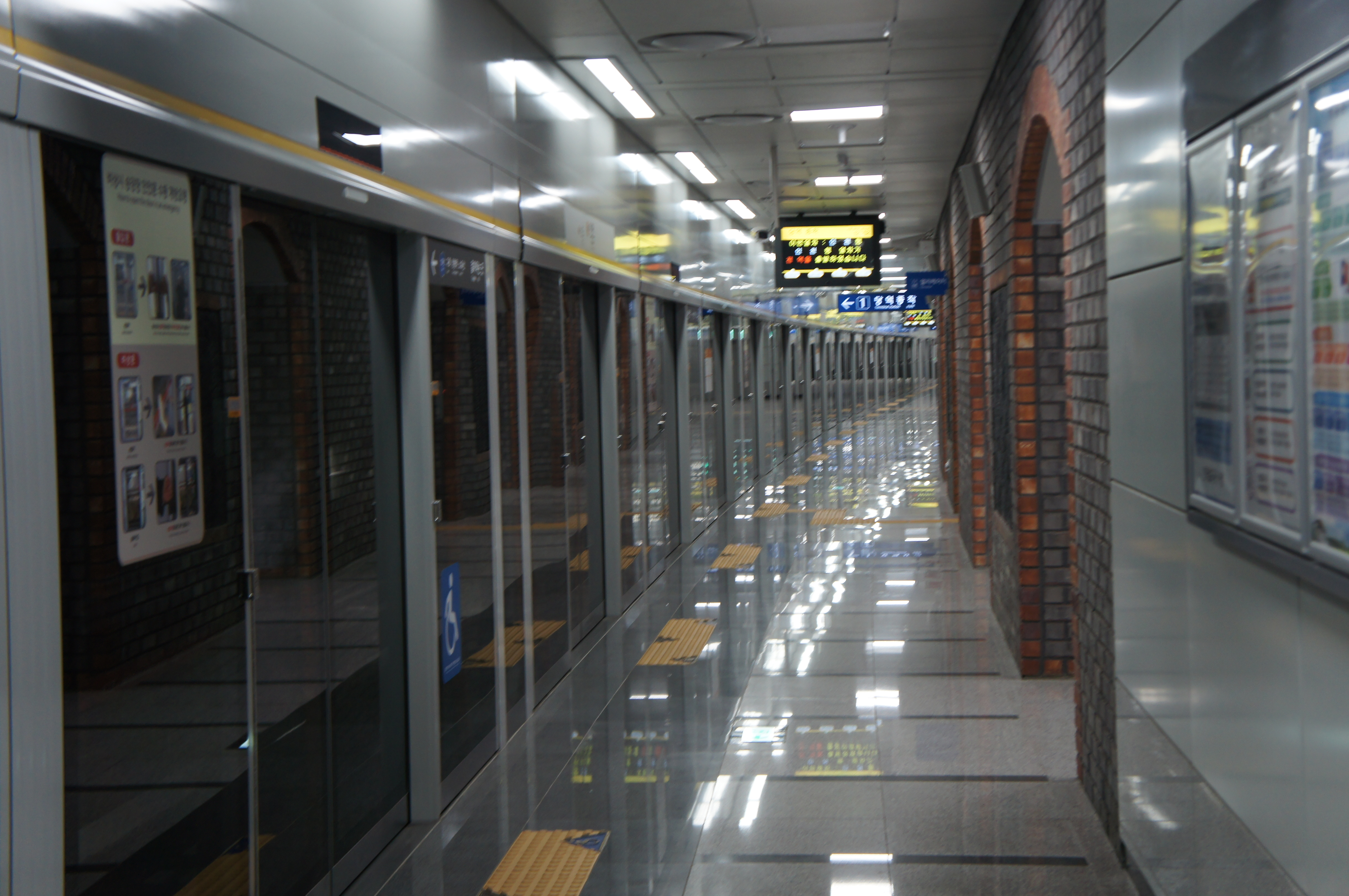
수인·분당선 1번(당역 종착) 승강장
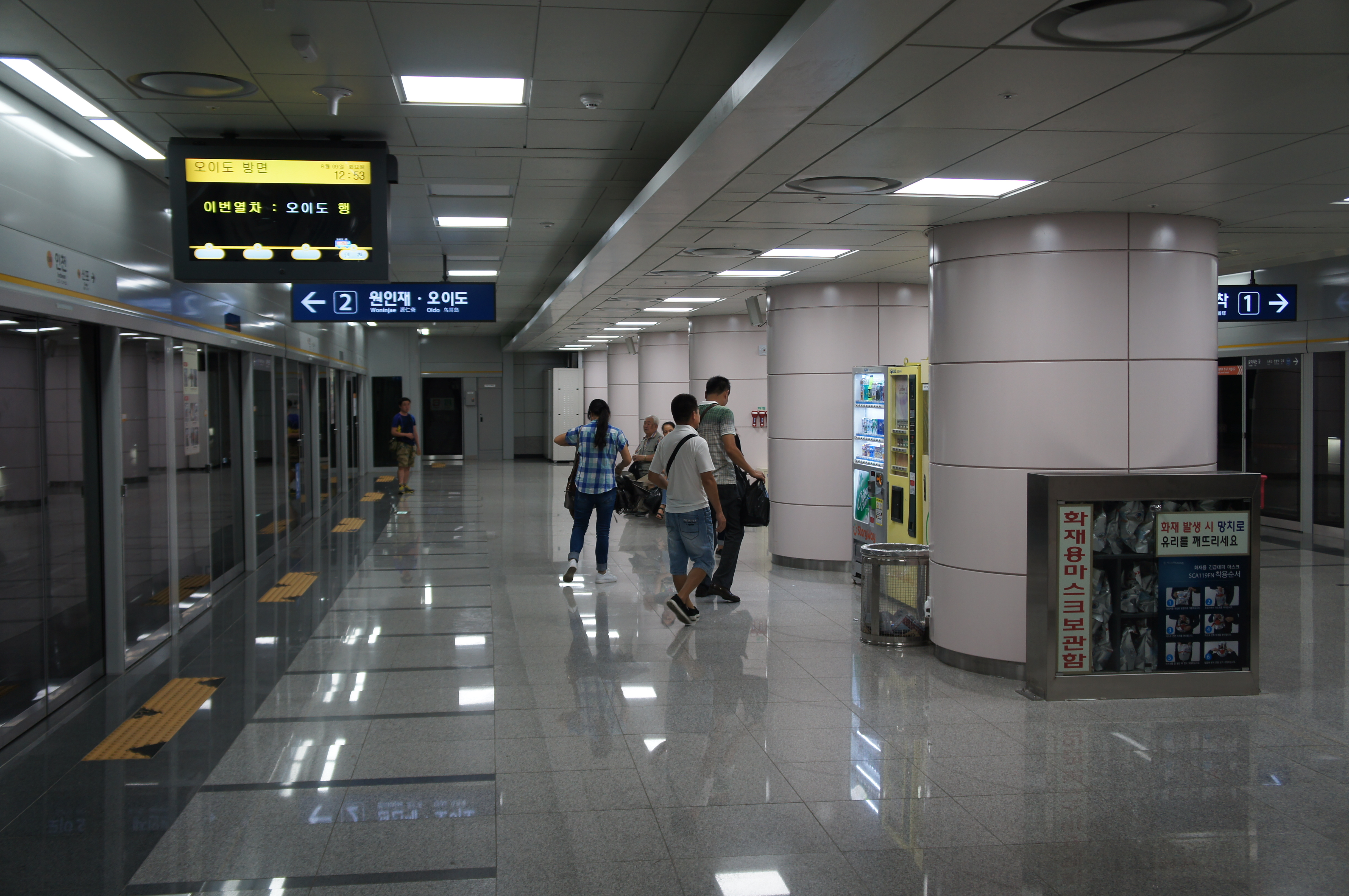
수인·분당선 1번(당역 종착) 승강장(우), 2번(왕십리 방향) 승강장(좌)
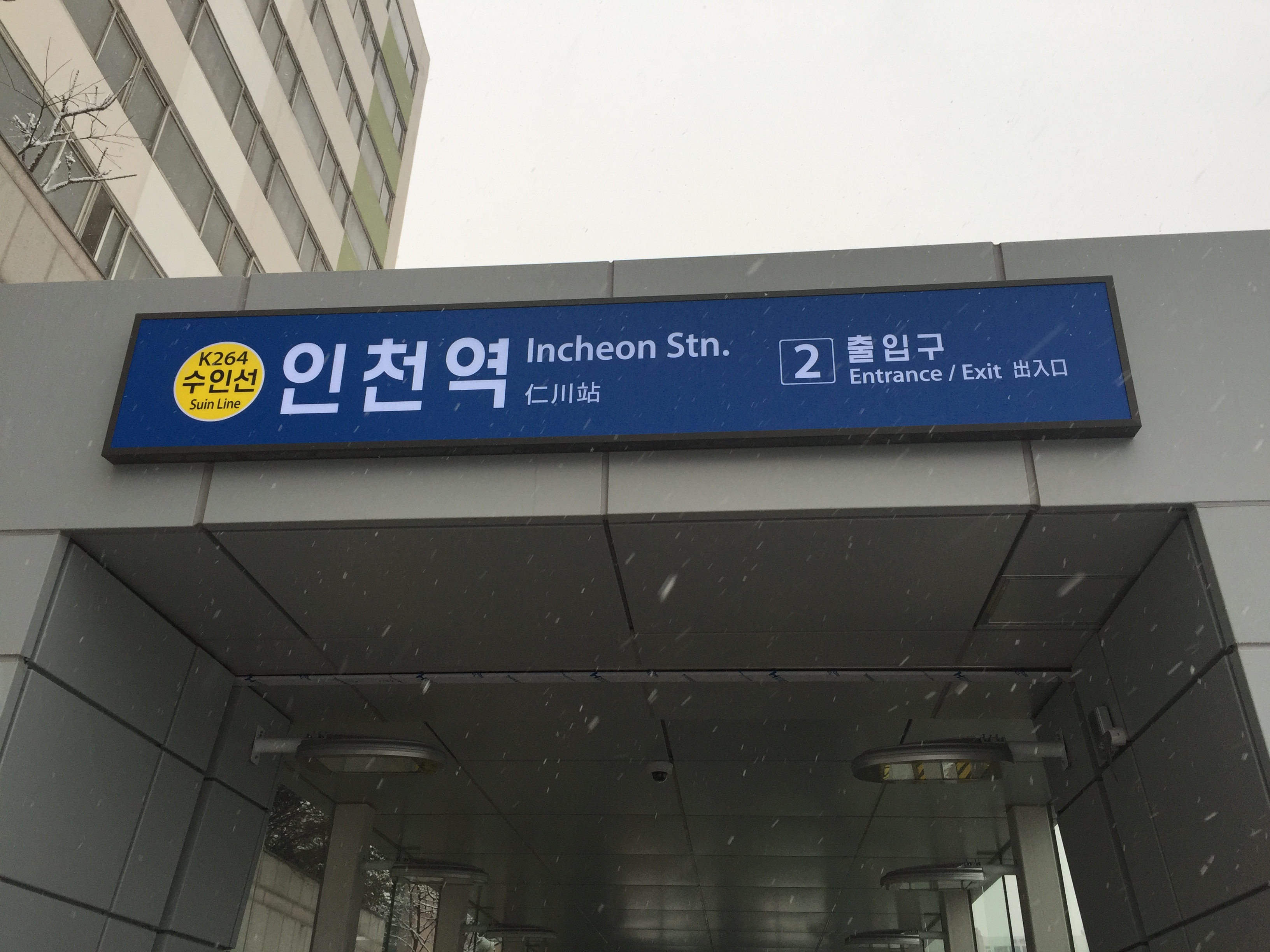
2번 출입구
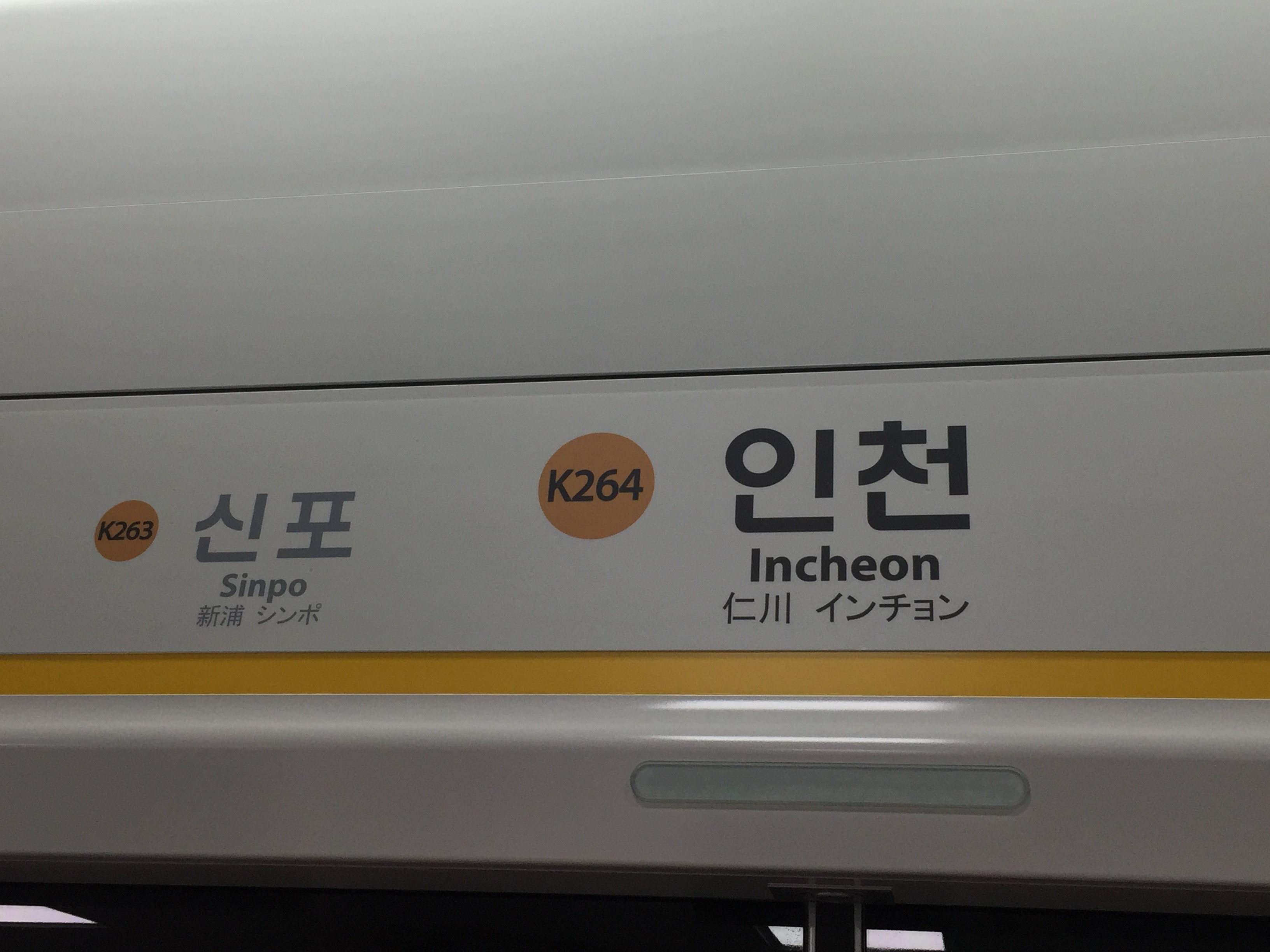
수인·분당선 1번(당역 종착) 승강장 스크린도어(역번호 변경 전)

## 인접한 역
| 경인선                  | 경인선                                           | 경인선    |
| ----------------------- | ------------------------------------------------ | --------- |
| 160 동인천 연천 방면    | ● 수도권 전철 1호선 경원-경인선 완행·경원선 급행 | 시·종착역 |
| 수인선                  |                                                  |           |
| K271 신포 청량리 방면   | ● 수도권 전철 수인·분당선 완행                   | 시·종착역 |
| K269 인하대 오이도 방면 | ● 수도권 전철 수인·분당선 급행                   | 시·종착역 |